# Église Saint-Jean de Celerina
Pour les articles homonymes, voir église Saint-Jean.
L'église Saint-Jean (en romanche : San Gian ; en allemand : Sankt-Johannes) est une église réformée du village grison de Celerina, en Suisse. Elle est inscrite dans la liste des biens culturels d'importance nationale dans le canton des Grisons et se trouve sur une hauteur au-dessus du village.

## Historique et description

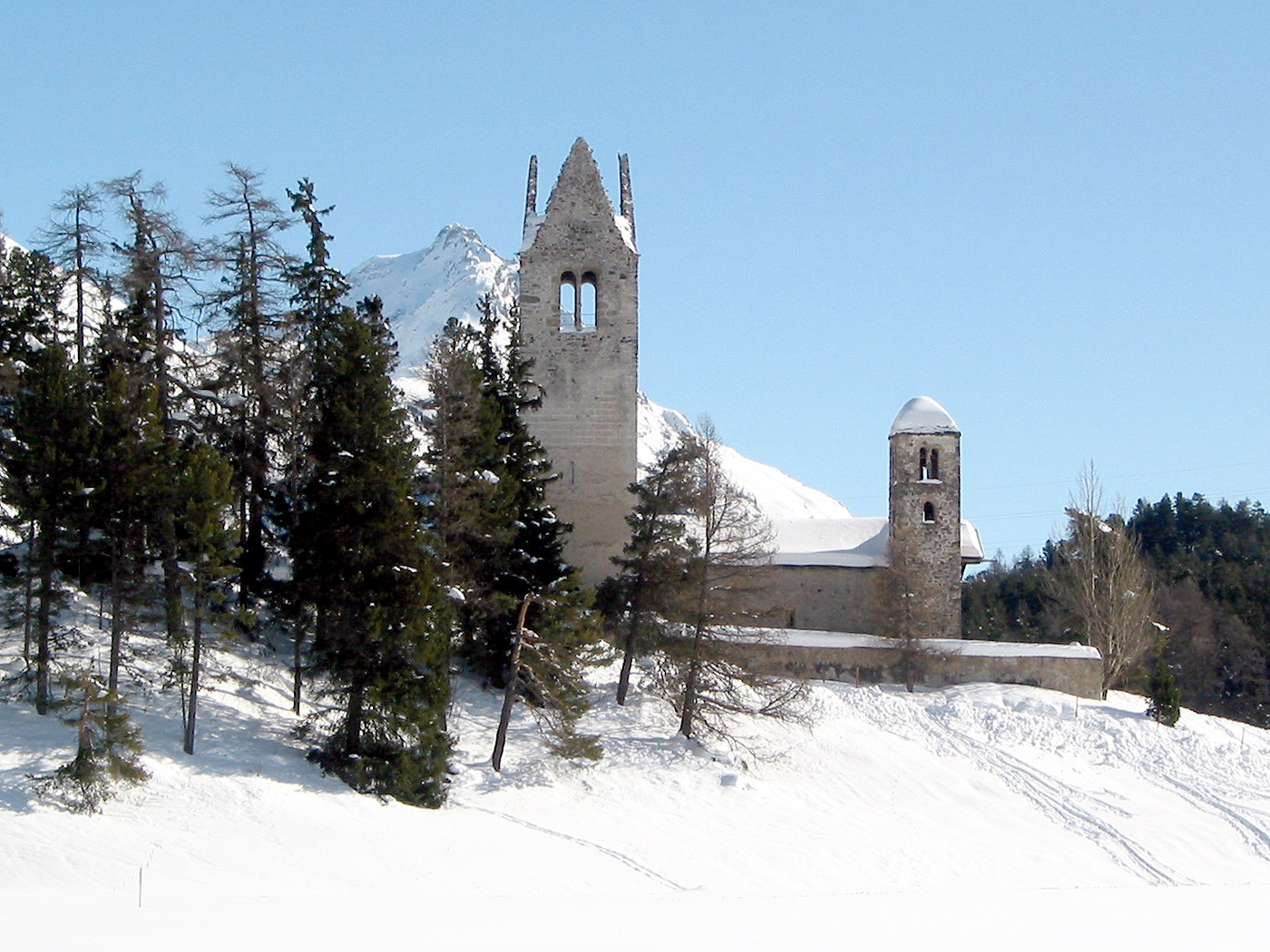
Vue de l'église en hiver

L'église gothique actuelle a été construite en 1478, avant la Réforme qui la fait passer une cinquantaine d'années plus tard au calvinisme. Des restes de l'ancienne église romane précédente sont visibles dans les fondations des deux tours et au nord de la façade. Elle est dominée par un grand clocher du gothique tardif, mais celui-ci a été frappé par la foudre en 1682 et se retrouve sans toiture. Depuis le milieu du XVIIe siècle, l'église n'est plus paroissiale, mais sert aux funérailles.
la dernière campagne de restauration a eu lieu en 1973-1980.
L'église est fameuse par ses fresques de la main d'artistes d'Italie du Nord datant de 1482-1490 qui dépeignent la vie de saint Jean-Baptiste et le baptême du Christ. Elles ont été recouvertes à l'époque de la Réforme et découvertes au début du XXe siècle. Elles sont comparables aux fresques de l'église Sainte-Marie de Pontresina et de l'église réformée de Lavin.
L'église appartient à l'Union des Églises réformées de Suisse et au VIIe Colloque des églises des Grisons, avec les deux autres églises de Celerina : l'église paroissiale réformée de Celerina, dite en romanche Bel Taimpel, et l'église de Crasta.